# Sihaidian (köpinghuvudort i Kina, Heilongjiang Sheng, lat 47,47, long 127,51)
Sihaidian (kinesiska: 四海店, 四海店镇) är en köpinghuvudort i Kina. Den ligger i provinsen Heilongjiang, i den nordöstra delen av landet, omkring 200 kilometer norr om provinshuvudstaden Harbin. Antalet invånare är 8 600. Befolkningen består av 4 098 kvinnor och 4 502 män. Barn under 15 år utgör 12,0 %, vuxna 15-64 år 80 %, och äldre över 65 år 6,0 %.
Runt Sihaidian är det ganska tätbefolkat, med 70 invånare per kvadratkilometer. Närmaste större samhälle är Shuangchahe, 18,4 km väster om Sihaidian. Omgivningarna runt Sihaidian är en mosaik av jordbruksmark och naturlig växtlighet.
Genomsnittlig årsnederbörd är 1 069 millimeter. Den regnigaste månaden är juli, med i genomsnitt 291 mm nederbörd, och den torraste är januari, med 9 mm nederbörd.